# Гримперія африканська
Гримперія африканська (Salpornis salvadori) — вид горобцеподібних птахів родини підкоришникових (Certhidae).

## Поширення
Вид поширений в Субсахарській Африці. Трапляється у відкритих лісах та мангових гаях.

## Опис
Дрібний птах завдовжки 13-15 см, вагою 14 г. Голова закруглена на потилиці і витягнута в напрямку дзьоба. Шия коротка. Досить довгий і тонкий дзьоб, зігнутий донизу. Хвіст довгий, квадратний. Ноги міцні з довгими когтистими пальцями.
Оперення строкате. Переважає коричневе забарвлення. На спині пір'я має темні краї та світлу пляму в центрі. Пір'я грудей, черева і боків — бежеві з коричневими краями, які також створюють ефект строкатого забарвлення. Горло, брова, щоки і щиколотка білого кольору. Від дзьоба через очі йде коричнева смуга.

## Спосіб життя
Мешкає у лісах. Трапляється поодинці або у змішаних зграях лісових птахів. Активний вдень. Живиться комахами та дрібними безхребетними, яких знаходить на стовбурах дерев, між тріщинами кори. Сезон розмноження залежить від частини ареалу (січень-лютий на північному заході ареалу, березень-квітень на північному сході, серпень-вересень на південному заході, жовтень-грудень, а також березень на південному сході). Самиця будує гніздо на дереві на стику гілки та стовбура. У гнізді 2-4 яйця. Насиджує самиця. Інкубація триває два тижня. Самець підгодовує партнерку під час насиджування. Про потомство піклуються обидва батьки. Пташенята покидають гніздо через 20 днів, а через півтора місяці стають самостійними.